# Corus microphthalmus
Corus microphthalmus là một loài bọ cánh cứng trong họ Cerambycidae.